# Teofil Kostruba
Teofil Kostruba (zakonne imię Teodosij, ur. 7 maja 1907 w Jagielnicy Starej - zm. 3 marca 1943 we Lwowie) – bazylianin, historyk ukraiński, zajmujący się historią księstw ruskich, tłumacz, dziennikarz.
Uczeń ukraińskiego gimnazjum akademickiego we Lwowie, absolwent filozofii Uniwersytetu Lwowskiego (1935-1939). Pracował jako dziennikarz w gazecie "Nowa Zoria". W 1940 wstąpił do zakonu bazylianów.
Działacz Towarzystwa Naukowego im. Szewczenki. Mieszkał i pracował we Lwowie. Publikował między innymi w wydawnictwie Czerwona Kałyna.

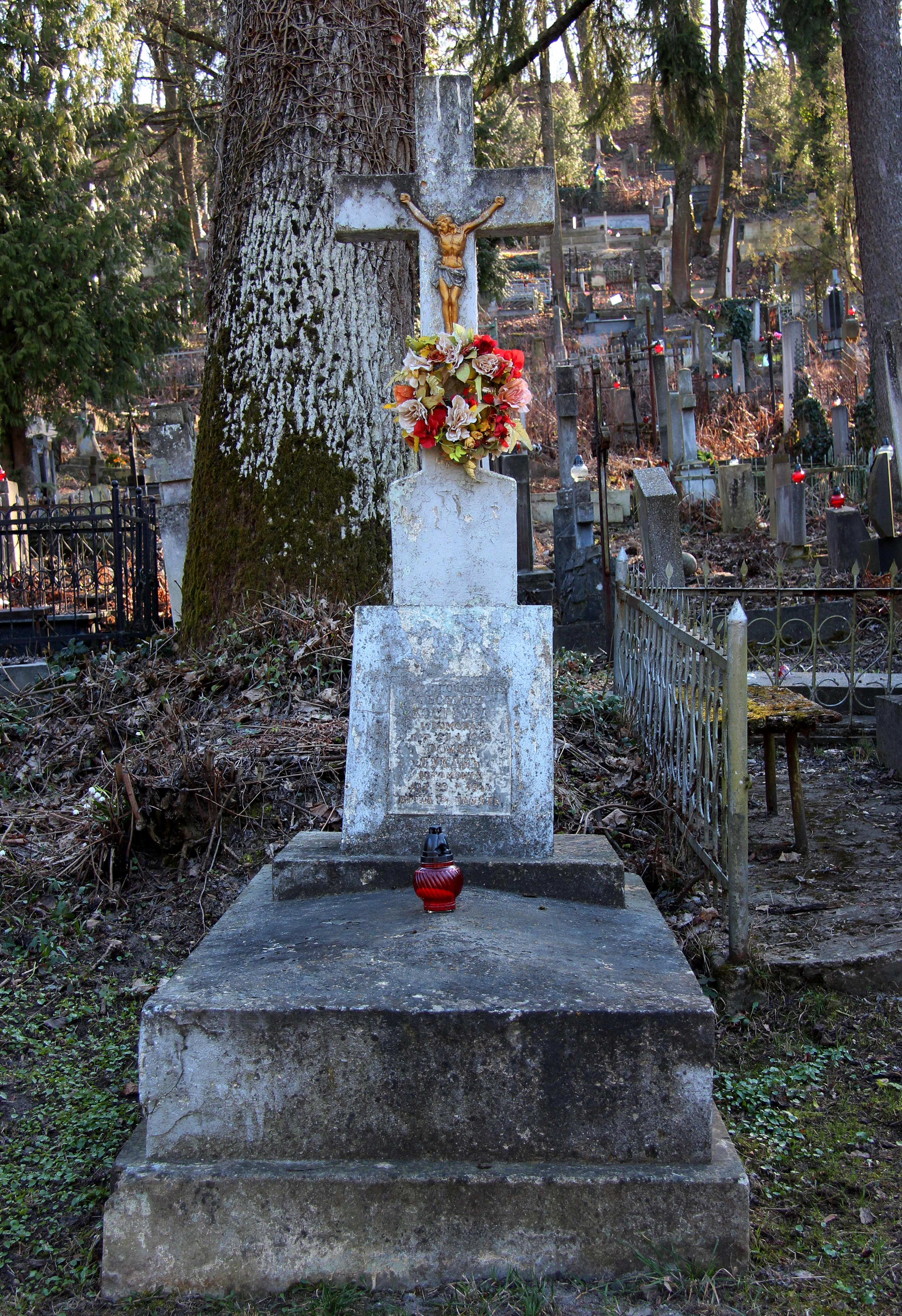
Teofil Kostruba grob

## Dorobek naukowy
- Нариси церковної історії України Х–ХІІІ століть (1939, 1955)
- Віра наших предків (1946)
- Нарис історії України (1961)
- Як Москва нищила Українську Церкву (1961)
- Белз і Белзька земля від найдавніших часів до 1772 року (Toronto 1989)